# Señorío de Jabalquinto

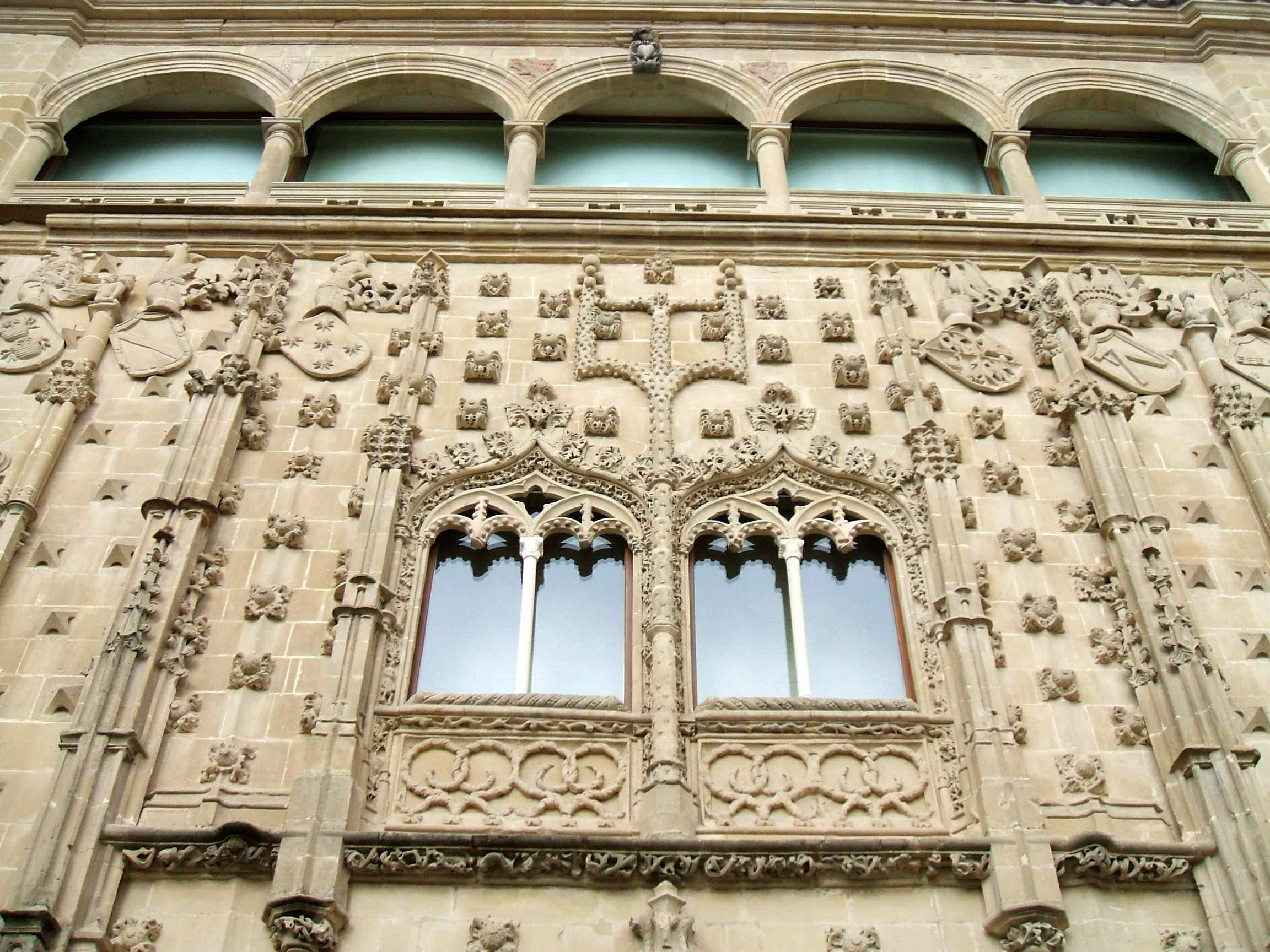
Baeza: Fachada del palacio de Jabalquinto edificado por Juan Alfonso de Benavides, II señor de Jabalquinto.

El señorío de Jabalquinto fue un título nobiliario español hereditario de la Corona de Castilla creado a principios del siglo XV, cuando el titular de la Casa de Benavides -Día Sánchez, II señor de Santisteban del Puerto- divide sus territorios entre sus tres hijos.

## Historia
Al tercero de ellos, Manuel de Benavides, le correspondieron los bienes libres, no ligados al mayorazgo, que el linaje poseía en el Reino de Jaén. La heredad se componía de: 
- La villa de Jabalquinto,
- El castillo y despoblado de Estibiel,
- El lugar de Ventosilla, y
- La villa y castillo de Hortalanca.

Sin embargo, el propio Día Sánchez rectifica su testamento, y en un codicilio otorgado en Lisboa el 19 de febrero de 1413 establece que a su muerte estas posesiones habrían de pasar a su mujer, María de Mendoza, hija de Pedro González de Mendoza, IX señor de Mendoza, y de su esposa Aldonza Fernández de Ayala.
No obstante lo anterior, el primogénito, Men Rodríguez II, III señor de Santisteban del Puerto, se apropió por el suceso de todos los bienes del linaje; aunque poco después, en 1444, el heredero original Manuel de Benavides, consigue arrebatar a su hermano estos territorios y fundar con ellos el señorío de Jabalquinto en 1461.
En 1484 Juan de Benavides fundó tres mayorazgos: el primero de ellos, ligado al señorío de Jabalquinto, recayó en su primogénito Manuel II. 
Finalmente, el 22 de diciembre de 1617, Felipe III de España elevó el señorío a la dignidad de marquesado de Jabalquinto en la figura de Manuel de Benavides y Bazán.

## Señores de Jabalquinto
- Manuel I de Benavides, I señor de Jabalquinto, casado con María Elvira Manrique de Lara y Rojas, hija de Gómez Manrique de Lara, señor de Requena, y de su esposa Sancha de Rojas.
- Juan I Alfonso de Benavides el Bueno, II señor de Jabalquinto, casado con Beatriz de Valencia y Bracamonte, hija de Diego de Valencia y Acuña y de su esposa Aldonza Dávila y Bracamonte.
- Manuel II de Benavides y Valencia, III señor de Jabalquinto, casado con Luisa Manrique de Lara y Ayala, hija de Jorge Manrique de Lara, señor de Belmontejo, y de su esposa Guiomar de Ayala.
- Juan II de Benavides y Manrique de Lara, IV señor de Jabalquinto, casado con María de Bazán y Guzmán, hija de Álvaro de Bazán, II señor de Fíntelas, y de su esposa Ana de Guzmán y hermana del I marqués de Santa Cruz de Mudela, grande de España de segunda clase.
- Manuel III de Benavides y Bazán, V señor de Jabalquinto, casado en primeras nupcias con Catalina de Rojas y Ribera y casado en segundas nupcias con Josefa de la Cueva y Guzmán. El rey Felipe III de España el 22 de diciembre de 1617 le concedió el título de marqués de Jabalquinto.